# Massimo Strazzer
Massimo Strazzer (Zevio, 17 augustus 1969) is een voormalig Italiaans wielrenner.

## Belangrijkste overwinningen
1992
- 1e etappe Siciliaanse Wielerweek

1993
- 8e etappe Tirreno-Adriatico

1994
- 1e etappe Ronde van Portugal
- 2e etappe Ronde van Portugal
- 4e etappe Ronde van Portugal

1995
- 5e etappe Ronde van de Vaucluse
- 7e etappe Ronde van Portugal

1996
- 3e etappe Driedaagse van De Panne

1997
- 3e etappe Ronde van de Middellandse Zee
- Clásica de Almería
- 1e etappe Ronde van Murcia
- 3e etappe Ronde van Murcia

1998
- 5e etappe Ronde van Valencia
- Proloog Ronde van Zweden
- 4e etappe Ronde van Zweden

1999
- 2e etappe Tirreno-Adriatico
- 2e etappe Ronde van Polen

2000
- 4e etappe Ronde van Beieren

2001
- Puntenklassement Ronde van Italië
- Intergiro klassement Ronde van Italië

2002
- Clásica de Almería
- Intergiro klassement Ronde van Italië

2003
- 3e etappe Ronde van Beieren

## Resultaten in voornaamste wedstrijden
| Jaar | Ronde van Italië | Ronde van Frankrijk | Ronde van Spanje |
| ---- | ---------------- | ------------------- | ---------------- |
| 1991 |                  |                     |                  |
| 1992 | 140e             |                     |                  |
| 1993 |                  |                     |                  |
| 1994 | opgave           |                     | opgave           |
| 1995 | opgave           |                     |                  |
| 1996 | opgave           |                     |                  |
| 1997 |                  | opgave              |                  |
| 1998 | 91e              |                     | opgave           |
| 1999 | 108e             |                     |                  |
| 2001 | 94e              |                     |                  |
| 2002 | 116e             |                     |                  |
| 2003 |                  |                     |                  |
| 2004 | opgave           |                     |                  |

| Jaar | Milaan-San Remo | Gent-Wevelgem | E3 Harelbeke |
| ---- | --------------- | ------------- | ------------ |
| 1991 | 83e             |               |              |
| 1992 | 104e            |               |              |
| 1993 | 118e            |               |              |
| 1994 |                 |               |              |
| 1995 | 131e            |               |              |
| 1996 | 159e            | 7e            | 10e          |
| 1997 |                 |               | 10e          |
| 1998 |                 |               |              |
| 1999 | 162e            |               |              |
| 2001 |                 |               |              |
| 2002 |                 |               |              |
| 2003 | 122e            |               |              |
| 2004 | 165e            |               |              |